# Deliver Us
Deliver Us – piąty album studyjny amerykańskiej grupy muzycznej Darkest Hour.
Album znalazł się na 110. miejscu rankingu Billboard 200 z łączną sprzedażą 6,6 tys. kopii w ciągu pierwszego tygodnia od momentu wydania.

## Lista utworów
1. „Doomsayer (The Beginning of the End)” – 4:33
2. „Sanctuary” – 2:13
3. „Demon(s)” – 3:48
4. „An Ethereal Drain” – 3:56
5. „A Paradox with Flies” – 4:26
6. „The Light at the Edge of the World” – 1:42
7. „Stand and Receive Your Judgement” – 2:38
8. „Tunguska” – 5:32
9. „Fire in the Skies” – 3:18
10. „Full Imperial Collapse” – 2:40
11. „Deliver Us” – 4:47

## Twórcy
- John Henry – śpiew
- Mike Schleibaum – gitara
- Kris Norris – gitara
- Paul Burnette – gitara basowa
- Ryan Parrish – perkusja